# شهرستان یاروسواف
شهرستان یاروسواف (به لهستانی: Powiat Jarosław) یک شهرستان در لهستان است که در استان پودکارپاتسکیه واقع شده‌است. شهرستان یاروسواف ۱٬۰۲۹٫۱۵ کیلومتر مربع مساحت و ۱۲۲٬۵۷۳ نفر جمعیت دارد.